# Museo di anatomia di Modena
Il museo di anatomia di Modena è un museo scientifico ed etnografico situato a Modena.

## Storia
Il museo trae origine da un nucleo iniziale, sorto sotto il regno del duca Francesco III d'Este e corrispondente all'attuale piano terra, con inclusione del loggiato, del teatro anatomico e di alcuni locali contigui. 
L'inaugurazione del teatro anatomico si ebbe nel 1775 per impegno del celebre anatomista Antonio Scarpa, docente di anatomia nell'Ateneo modenese. Il progetto del teatro anatomico fu steso dallo stesso Scarpa, che trasse ispirazione dal Teatro anatomico di Padova dell'università patavina, il più antico d'Italia. In questa prima fase non era ancora compreso il museo, tuttavia alcuni pezzi ivi conservati risalgono a quel periodo; si sa ad esempio che lo stesso Scarpa aveva invitato a Modena il ceroplasta Giovan Battista Manfredini, che precedentemente aveva eseguito una cinquantina di modelli di soggetto ostetrico in terracotta, per realizzare diversi preparati, oggi irreperibili. 
Nel 1854 il museo venne inaugurato dall'arciduca Francesco V d'Asburgo-Este in occasione dell'esposizione triennale delle Belle Arti nel Ducato Estense. Da allora la fisionomia delle esposizioni, con le quattro sale intercomunicanti, le bacheche e le vetrine del tipico allestimento ottocentesco è rimasta invariata: a ciò si deve l'esposizione nelle bacheche della terza sala anche di preparati relativi ad animali, dovuta al fatto che per lungo tempo l'anatomia comparata è stata parte integrante della ricerca anatomica in genere. 
Le collezioni del museo furono arricchite fino al 1926 per opera soprattutto dei direttori anatomici Paolo Gaddi e Giuseppe Sperino.

## Esposizione
Il museo conta circa millecento pezzi esposti secondo il criterio dell'Anatomia descrittiva, ossia con finalità documentative dei diversi apparati umani.
Tra i preparati naturali, singolari sono la raccolta di scheletri fetali in posizione eretta fissati in vari atteggiamenti (49 esemplari dal secondo all'ottavo mese di crescita) e tre mummie femminili realizzate nell'Ottocento. Nella seconda sala sono altresì esposte due preparazioni tassidermiche umane: un etiope di 28 anni (1831) e una nubiana di 25 anni (1866). L'etiope si chiamava Peter Lerpi e fu musicista presso la corte del duca di Modena; quando morì di polmonite il 24 ottobre 1831 all'età di 28 anni, il suo corpo fu preparato dal professore Domenico Alfonso Bignardi ed incluso nella collezione museale.
Notevoli appaiono anche due collezioni di crani: la raccolta etnografica-antropologica del Gaddi e l'interessante nucleo di crani classificati secondo la teoria di Cesare Lombroso, il fondatore dell'antropologia criminale. 
Degni di particolare attenzione sono poi le cere anatomiche eseguite nella seconda metà del XIX secolo dal ceroplasta Remigio Lei, in forza all'Università di Modena come modellatore dell'Istituto di Anatomia, e le settecentesche terrecotte dipinte, quasi tutte a grandezza naturale, che raffigurano le diverse fasi della gravidanza e del parto, opera del bolognese Giovan Battista Manfredini sotto la guida dell'anatomico Francesco Febbrari.

## Filmografia
- Visita guidata al Museo Anatomico, 2003.